# Aníbal Torres Vásquez
Aníbal Torres Vásquez (castellà: Aníbal Torres)  (Chota, 28 de desembre de 1942) és un advocat, professor universitari i polític peruà, que exerceix de ministre de Justícia i Drets Humans del Perú des del 30 de juliol de 2021 al govern de Pedro Castillo.

## Trajectòria
Nascut el 28 de desembre de 1942 a la ciutat peruana de Chota, al departament de Cajamarca, es va desenvolupar en les professions d'advocat i professor universitari a la Universitat Nacional Major de San Marcos. El 1970 es va graduar en Dret i el 1987 es va doctorar en Dret i Ciència política per la mateixa universitat. Va cursar estudis en Dret civil i Dret mercantil a la Universitat de Roma Unitelma Sapienza (1970-1971), va ser conseller i degà del Col·legi d'Advocats de Lima, degà de la Facultat de Dret i Ciència política de la Universitat Nacional Major de San Marcos, president de la Junta de degans dels Col·legis d'Advocats del Perú, president honorari de l'Acadèmia Peruana de Lleis, membre de la Comissió Patriòtica per a la Defensa del Mar de Grau, de l'Institut Peruà de Dret aeri, de l'Acadèmia d'Història Aeronàutica del Perú, membre honorari dels il·lustres Col·legis d'Advocats de Loreto, Puno, Cusco, Cajamarca i Apurimac, i és autor de diverses publicacions sobre Dret civil i Dret administratiu.
En el marc de la segona volta de les eleccions generals del Perú de 2021, es va convertir en el principal assessor legal de Perú Lliure, el partit del candidat Pedro Castillo que va resultar vencedor dels comicis. El 30 de juliol de 2021 va ser nomenat Ministeri de Justícia i Drets Humans de Perú al govern de Pedro Castillo.

## Obres
Les obres que ha publicat en format de llibre són:
- El contrato suministro (Editorial Cultural Cuzco, 1988)
- Derecho Civil. Parte general (Editorial Cultural Cuzco, 1991)
- La Causa Fin del Acto Jurídico (Ediciones Facultad de Derecho y Ciencia Política de la UNNMSM, 1992)
- Código Civil (Editorial Inkari, 1993)
- Derechos reales (Editorial Idemsa, 2006)
- Acto jurídico (IDEMSA, 2007)
- Contratación masiva (Editorial Motivensa, 2009)
- Introducción al Derecho (IDEMSA, 2011)
- Teoría general del contrato (Pacífico Editores, 2012)